# Parque provincial Península de Magallanes

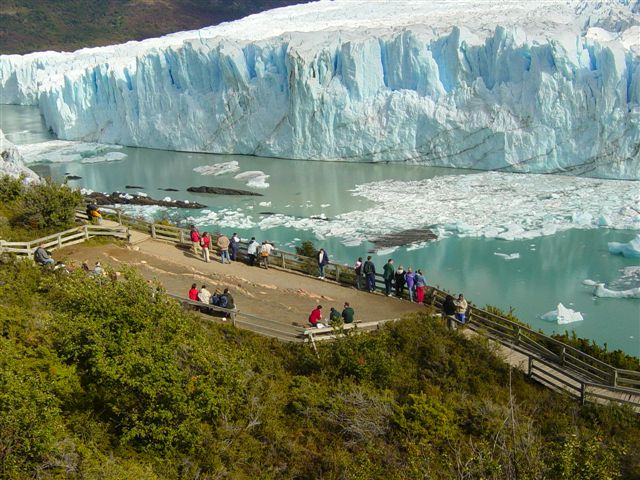
Sector de la península de Magallanes frente al glaciar Perito Moreno lindante con el Parque provincial Península de Magallanes.

El Parque provincial Península de Magallanes, junto con las áreas que integran la Reserva provincial Península de Magallanes, componen un área protegida de nivel provincial de 38 900 ha que se sitúa en gran parte de la península de Magallanes, una comarca terrestre ubicada en el departamento Lago Argentino, en el sudoeste de la provincia de Santa Cruz, en la patagonia de la Argentina. Está limitada al norte y oeste por el lago Argentino, perteneciente a la cuenca del río Santa Cruz, de vertiente atlántica. La totalidad de la reserva está constituida sobre fracciones privadas. Su centro se encuentra en las coordenadas: 50°23'58.49"S  72°53'21.44"O.

## Historia y estatus jurídico

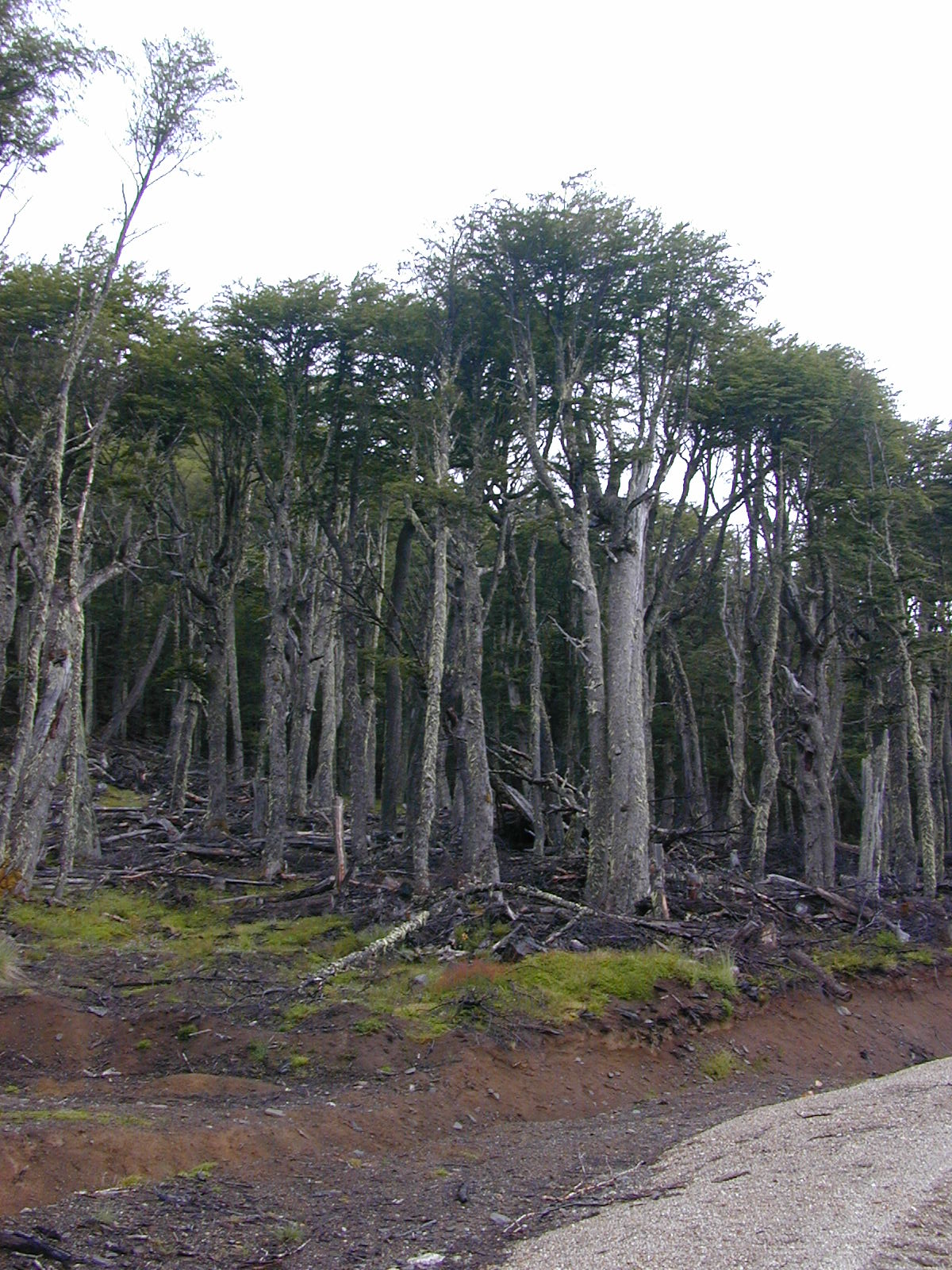
El bosque de lengas domina en los sectores de menor altitud del oeste del Parque.

Exceptuando una pequeña lonja que bordea el lago Argentino en el sur y sudoeste peninsular que está bajo dominio nacional dentro del Parque nacional Los Glaciares, el resto de la superficie de la península de Magallanes fue subdividida en 42 fracciones, las que van desde 1,5 ha hasta 16 024 ha, todas ellas han quedado en manos privadas. Con todas las áreas privadas el gobierno de Santa Cruz creó el 10 de junio de 1993 el Parque provincial Península de Magallanes, de 38 900 ha, por ley provincial N° 2316 y su anexo —Plan de Manejo— ungido por el decreto de promulgación firmado por el entonces gobernador Néstor Carlos Kirchner, como preliminar del futuro Plan de Manejo para el área. La ley Provincial N.º 2662/03 crea el Parque provincial Península de Magallanes y las zonas de Reservas «Sur» y «Norte». El objeto es el de conservar el carácter silvestre al corredor de acceso al glaciar Perito Moreno, y al mismo tiempo, que el área preste servicios como sector de amortiguación del Parque nacional. El área de conservación es administrada por el Consejo Agrario Provincial. Al haber acompañado a la declaración limitantes de uso de las propiedades privadas que la componen sin la correspondiente reparación económica que compense la pérdida de derechos de aprovechamiento, los propietarios iniciaron acciones legales contra el estado provincial.

### Leyes relacionadas al Parque y Reserva provincial Península de Magallanes
Ley provincial N° 231615 de julio de 1993. Creación de la reserva provincial Península de Magallanes.
Disposición 00611 de abril de 2007. Programa de Ordenamiento de Usos Públicos para el Parque y Reserva Provincial Península de Magallanes
Ley provincial N° 23552 de junio de 1994. Prórroga de plazo establecido en el Art.2 de Ley N° 2316. Reserva península de Magallanes.
Ley provincial N° 238720 de diciembre de 1994. Plan de manejo de la reserva provincial Península de Magallanes
Ley provincial N° 242512 de diciembre de 1996. Prórroga de plazos de elaboración del plan manejo de la reserva provincial Península de Magallanes Ley 2387
Ley provincial N° 24928 de julio de 1998. Mantiene vigencia de prohibición a nuevas subdivisiones de las tierras de la Reserva Península de Magallanes.
Ley provincial N° 26936 de julio de 2004. Límite del área natural protegida de Península de Magallanes.

## Parajes
La reserva en su totalidad carece de poblados. Los únicos parajes son, fuera de la misma, el Puerto Bahía Tranquila y Punta Bandera, en su extremo noreste, y el área del glaciar Moreno, en su extremo sudoeste, con instalaciones turísticas y un hotel. 

## Características geográficas

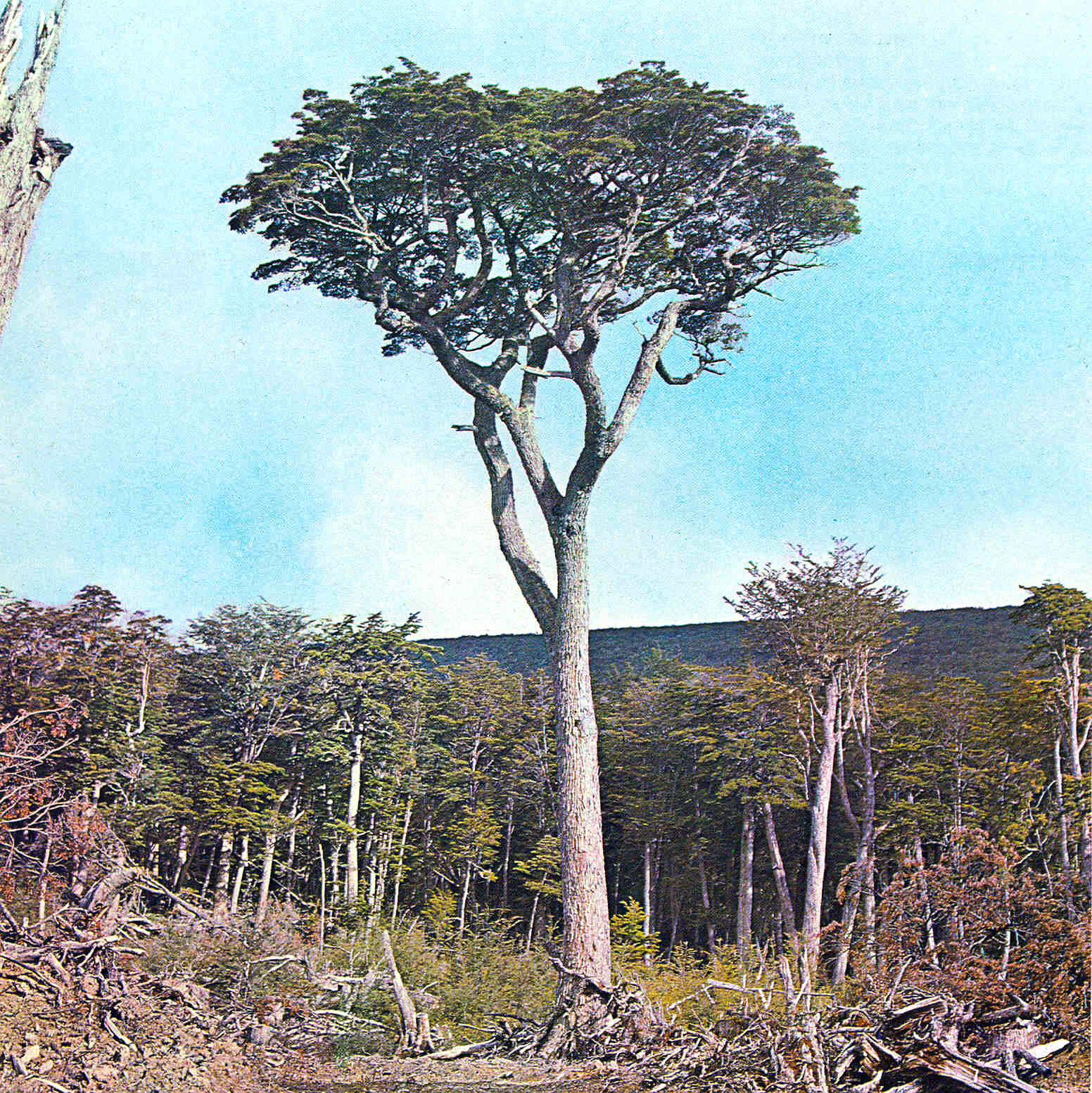
El Coihue de Magallanes, es el árbol característico del sector occidental del Parque.

La superficie de la reserva es de 38 900 ha, y su forma es redondeada, con una longitud de 23 km y una anchura de 19 km.
Al norte y oeste está limitada por el canal de los Témpanos, mientras que hacia el sur y sudoeste una pequeña lonja bajo dominio nacional dentro del Parque nacional Los Glaciares que bordea el lago Argentino la separa del brazo Rico, ambas secciones integran el tramo austral de dicho lago, a una altitud de 185 m s. n. m.
La reserva posee tres encadenamientos montañosos, desprendimientos de la cordillera de los Andes; todos se cubren de nieve durante varios meses del año. En su sector norte se presenta la sierra Cattle, en sentido general oeste-este; igual ordenamiento que la sierra Buenos Aires que se ubica en su sector sur cuya máxima altura es el cerro Mitre, con una altitud de 1565 m s. n. m. Finalmente bordeando el lago por el oeste —y en sentido norte-sur— se sitúa el cordón Occidental, en el cual se emplaza la máxima altura del área protegida: el cerro Buenos Aires, con una altitud de 1602 m s. n. m.
Hidrográficamente, presenta arroyos torrentosos hacia el norte, oeste, y sur, pero el más importante de toda la reserva es el río Mitre, que con su cuenca de 10 000 ha drena todo el interior del área protegida, el cual desemboca en el fonfo oriental del brazo Rico.

### Topamiento del glaciar Perito Moreno a la península que sostiene la reserva

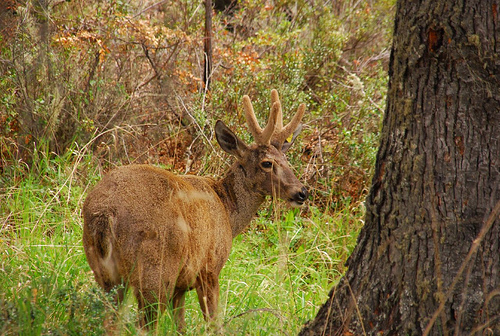
El ciervo huemul (Hippocamelus bisulcus) fue un habitante del Parque, aunque se extinguió hace varias décadas.

El glaciar Perito Moreno se origina en el campo de hielo Patagónico Sur. En su descenso, alcanza el brazo Sur del lago Argentino, con un frente de 5 km de longitud, aflorando sobre el agua con una altura de unos 60 m. 
Gracias a su constante avance, cada cierto tiempo cruza las aguas del canal de los Témpanos y destruye el bosque inmediato en la península de Magallanes, represando las aguas del brazo Rico del lago Argentino, lo cual genera un desnivel con respecto al resto del lago de hasta 30 m. Por la presión de esta masa líquida se producen filtraciones en el hielo las que crean un túnel con una bóveda de más de 50 m la que finalmente se derrumba, en un inusual espectáculo natural, fácilmente presenciable por turistas desde las pasarelas emplazadas en la península de Magallanes, siendo este el máximo atractivo del parque nacional Los Glaciares, el cual integra. Si bien este hecho ocurre fuera del área protegida provincial, desde sectores occidentales de la misma se cuenta con notables vistas del mismo.

### Superficie del área protegida
La superficie del espacio bajo protección es de 38 900 ha. El área comprendida bajo la figura jurídica de «Parque provincial Península de Magallanes» cuenta con una extensión de 27 598 ha; mientras que la superficie que se encuentra amparada como «Reserva provincial Península de Magallanes» posee una amplitud de 15 089 ha.

## Clima
La zona se ve afectada, desde el cuadrante oeste, por vientos provenientes del cercano océano Pacífico desde el cuadrante sur, por vientos polares provenientes de la Antártida.
El clima de la reserva es el llamado Patagónico húmedo. Las temperaturas medias son 12,7 °C para el mes de enero (verano austral) y 1,2 °C para el mes de julio (invierno austral). En cuanto a las temperaturas absolutas, la mínima llegó a -10 °C, siendo la máxima de 28,4 °C. La temperatura se ve moderada por la enorme acumulación de agua que representa el lago Argentino. Las precipitaciones acumulan 681 mm anuales en su extremo nororiental y 804 mm en su extremo occidental.
En primavera y verano los días con viento son más frecuentes, así como su intensidad.

## Flora
Fitogeográficamente, buena parte del centro y oeste de la reserva se inserta en dos distritos de la provincia fitogeográfica subantártica. Mayormente el dominante es el distrito fitogeográfico subantártico del bosque caducifolio, presentando como especies características a la lenga (Nothofagus pumilio), el ñirre (Nothofagus antarctica), el notro (Embothrium coccineum), etc. En pequeños sectores más templados, húmedos, y de baja altitud en el borde occidental se presenta el distrito fitogeográfico subantártico magallánico, presentando como especies características al guindo o cohiue de Magallanes (Nothofagus betuloides), el ciprés de las Guaitecas (Pilgerodendron uviferum), el huayo (Maytenus magellanica), el canelo (Drimys winteri), etc.
En los pisos superiores, por sobre la línea del bosque, desde una altitud de 1100 m s. n. m. y hasta las nieves eternas, se ubica el distrito fitogeográfico altoandino austral de la provincia fitogeográfica altoandina.
Al hacerse menores los acumulados de precipitaciones hacia el este, en todo el oriente del área protegida se presenta —generalmente como ecotono— el distrito fitogeográfico patagónico subandino de la provincia fitogeográfica patagónica.

## Fauna
Entre las especies animales que habitan los bosques de sus laderas se encuentran el puma patagónico (Puma concolor puma), y el guanaco austral (Lama guanicoe guanicoe), estando ya extinguido el huemul (Hippocamelus bisulcus).

## Arqueología
En el accidente geográfico punta Bandera, en el extremo norte de la reserva, se encontraron evidencias de ocupación indígena de la etnia de los Aónik'enk.

### Estancias
Entre las estancias más importantes de las ubicadas en esta reserva encontramos:
- Estancia Cerro Buenos Aires
- Estancia Ventisqueros
- Estancia Coihue
- Estancia Apen Aike
- Estancia Soledad

## Accesos
El sector norte, el noroeste, y todo el centro de la reserva carecen de caminos públicos. Las únicas rutas son la ruta provincial 8, la cual la recorre en su borde oriental al ser el acceso al Puerto Bahía Tranquila y Puerto Bandera; y la Ruta Provincial 11, asfaltada, la cual la recorre en todo su borde austral hasta su extremo sudoeste, al ser el acceso al área del glaciar Moreno, con instalaciones turísticas y hotelería.